# Humboldt (Minnesota)
Humboldt – miasto w Stanach Zjednoczonych, w stanie Minnesota, w hrabstwie Kittson.